# Victor Ruprich-Robert
Victor, Marie, Charles Ruprich-Robert, né à Paris le 18 février 1820 et mort à Cannes le 7 mai 1887, est architecte, architecte en chef des monuments historiques, inspecteur général des monuments historiques et historien de l'art.

## Biographie
Après avoir étudié auprès de Simon-Claude Constant-Dufeux à l'École des beaux-arts, il devient le suppléant d'Eugène Viollet-le-Duc à l'École nationale et spéciale de dessin pour le cours d’histoire et de composition de l’ornement à partir de 1843.
Dès 1840, il est attaché à la commission des monuments historiques, après avoir relevé l'église Saint-Nicolas de Caen. En 1844, il demande à être nommé inspecteur des travaux de la cathédrale Notre-Dame de Paris. Le 20 décembre 1848, il est nommé architecte diocésain de la cathédrale Notre-Dame de Bayeux et des édifices diocésains de Coutances et de Séez. Il supervise les travaux de restauration de l'église Saint-Étienne de Caen (abbaye aux Hommes) à partir de 1874, du château de Falaise à partir de 1864, de l'église Saint-Samson de Ouistreham et de l'église de Hambye.
Il a aussi eu des activités dans d'autres régions, lors de la restauration du château d'Amboise, de la tour de l'ancien château d'Oudon, des églises de Saint-Martin d'Argentan, Saint-Sauveur à Dinan.
Son fils et élève Gabriel Ruprich-Robert (1859-1953) sera également architecte en chef et inspecteur général.